# Torneio de tênis de Adelaide
O torneio de tênis de Adelaide compreende os eventos profissionais de tênis que acontecem ou aconteceram em Adelaide, na Austrália. No calendário de elite, é combinado masculino e feminino nas temporadas de 1989, 2020 e 2022 até o presente. Em 2022 e 2023, teve dois torneios ATP e dois WTA em semanas seguidas, antes do Australian Open.
Atualmente, possui os nomes comerciais de Adelaide International 1 e Adelaide International 2 e recebe os seguintes torneios:
- ATP de Adelaide, torneios masculinos organizados pela Associação de Tenistas Profissionais, na categoria ATP 250;
- WTA de Adelaide, torneios femininos organizados pela Associação de Tênis Feminino, na categoria WTA 500.